# Cymodusa distincta
Cymodusa distincta är en stekelart som först beskrevs av Cresson 1864.  Cymodusa distincta ingår i släktet Cymodusa och familjen brokparasitsteklar. Inga underarter finns listade i Catalogue of Life.